# 横沙岛汽车站
横沙岛汽车站（或称横沙汽车站）位于中华人民共和国上海市崇明区横沙乡新永村明东路25号，为横沙岛上最大的汽车站，其占地面积为2425平方米，建筑面积为484平方米:郊区汽车站。

## 概述
20世纪80年代初，横沙岛尚无客运交通，岛上居民乘车困难，为解决居民乘车问题，于1984年9月10日在横沙乡新永村明东路建设横沙岛汽车站，1985年2月25日，车站竣工，并于同年正式投用:郊区汽车站。当时即有公交线路3条，分别为横沙1路（开往兴隆村）、横沙2路（开往民东路场部）、横新线（开往新联村）:郊区汽车站,运营线网。汽车站建成后，公共交通成为横沙居民出行的主要渠道:交通。
2015年2月17日，采取水陆联运的横长线开通，线路由本站至长兴岛汽车站，中间途经长横对江渡进出岛。2017年12月18日，以同方式运行的申崇七线开通（开往宝山吴淞客运码头）。

### 布局
横沙岛汽车站拥有综合楼、加油站、维修车间，可停14辆公交车:郊区汽车站。同时公交站内东侧有非机动车车棚。横沙岛汽车站已拥有无障碍设施。在候车室二楼设置了母婴室。